# Gabriel Martin (artiste peintre)
Pour les articles homonymes, voir Gabriel Martin (homonymie) et Martin.
 (novembre 2014).
Si vous disposez d'ouvrages ou d'articles de référence ou si vous connaissez des sites web de qualité traitant du thème abordé ici, merci de compléter l'article en donnant les références utiles à sa vérifiabilité et en les liant à la section « Notes et références ».
Jules-Léon-Gabriel-Alexandre Martin est un artiste peintre français né le 25 mai 1842 à Rouen et mort dans la même ville le 12 janvier 1922.

## Famille
La terre  d’origine de ses ancêtres est le pays de Bray, en Seine-Inférieure. Aux XVIIIe et XIXe siècles, ils sont propriétaires cultivateurs établis à Saint-Léger-aux-Bois, près de Foucarmont dans le canton de Blangy-sur-Bresle. Jusqu’au milieu du XIXe siècle, les générations successives exploiteront leurs 4 ha 73 ares de terres familiales  (céréales, légumes et élevage).

### Le grand-père
Jean-Jacques Martin (1775-1850), grand-père de Gabriel, était lui aussi cultivateur. Il connut la guerre. En 1793, à l’âge de 18 ans, il est incorporé dans les armées de la Révolution. Il participe aux campagnes des ans II, III et IV. Il se bat en Hollande, en Allemagne et en Égypte. En Syrie, il est blessé par un coup de feu au côté gauche, le premier Prairial an VII, pendant le siège de Saint-Jean-d'Acre. Il se remet difficilement de ses blessures conjuguées à deux ophtalmies. Toutefois, le 11 avril 1814, Jean-Jacques épouse Justine Parisy qui habite avec ses parents dans le village proche des Essarts-Labelloye. Ils auront deux enfants, une fille et un garçon et s’installeront à Brémont, petit hameau de la commune de Vaquierville toujours dans le pays de Bray, à quelques kilomètres de Neufchâtel.

### Le père
Jean-Baptiste Alexandre Martin (1816-1895) ne fera pas de l’agriculture son choix de vie. Au prix de grands efforts et de sacrifices, son père Jean-Jacques finira par l’inscrire au pensionnat réputé du château-institution de Mesnières près de Neufchâtel. Il y passera seulement deux ans. Quelques bulletins de notes de 1829 et 1830 indiquent que « sa conduite ne laisse rien à désirer, mais que son application est souvent interrompue par le babil ; il fait des progrès très rapides, on est content de lui sous tous rapports. Sa conduite est aussi pure que ses principes. Il s’applique à l’étude et obtient des succès extraordinaires. »
Né comme il le disait lui-même « sans aucune espèce de fortune », il rejoint néanmoins Rouen, la capitale provinciale, fait des études classiques puis de droit et se passionne pour la poésie et la peinture. En 1840, à 24 ans, il est principal clerc d’huissier chez maître Bocquet auquel il succédera quelques années plus tard au 15 de la rue du Bac. Il deviendra huissier de justice.
Il épouse Justine Lesueur, la fille du percepteur de Saint-Romain-de-Colbosc (Seine-Inférieure). Ils auront quatre enfants, Gabriel (1842-1922), Auguste (1843-1920), une fille qui ne survivra pas (1846) et en 1853 un troisième fils, Joseph, qui mourra cinq mois plus tard d’une méningite. En 1855, Jean-Baptiste qui vit en famille à Rouen, en centre-ville, 16 rue Potard (rue détruite par les bombardements en 1940), acquiert un terrain et plusieurs bâtisses boulevard Beauvoisine (aujourd’hui boulevard de l'Yser). Sur le rempart désaffecté Philippe-Auguste, il fait construire la maison dont il a dessiné les plans. On y accèdera plus tard par la rampe Sainte-Marie. La maison sera d’abord louée dès 1858 à Monsieur de Bigorie, procureur impérial. Au-dessus de la porte d’entrée principale, Jean-Baptiste a fait graver sa devise : « Non si je peux mais si je dois ».
À l’heure de la retraite, Jean-Baptiste s’installe enfin dans sa maison où viennent habiter Gabriel, son épouse et leurs enfants. Le confort est encore sommaire et la vie un peu rude. Une lampe à huile éclaire la table familiale et l’on monte se coucher le soir en procession, bougies et lampes Pigeon à la main. De bonne heure le matin, Gabriel, une lanterne à la main, va réveiller ses enfants pour les révisions de leçons. On allume bien quelques feux dans les cheminées, l’hiver, mais on est surtout fait à la dure.
En 1896, les premiers tramways électriques firent leur apparition dans les voies principales de la cité. Impasse Sainte-Marie, on installa cette année-là l’eau de la ville. Puis l’éclairage électrique de la Compagnie remplaça en 1903 une installation embryonnaire avec piles que Gabriel avait fait poser précédemment dans son atelier de peinture. Elle fut étendue à toute la maison. En 1914, ce fut le tour du chauffage central.
Soucieux de permettre à son fils d’exercer au mieux son art, Jean-Baptiste avait fait aménager un grand atelier au-dessus de l’écurie et de la buanderie. En 1870, atelier et maison seront occupés par les Prussiens. Il ne semble pas que la famille Martin eut trop à se plaindre d’eux, bien qu’ils eussent la réputation d’emporter les pendules. Gabriel ne participera pas à cette guerre franco-prussienne, qui selon les usages du temps n’intéressait guère que les armées professionnelles. Le service militaire n’était pas général à cette époque comme il le devint par la suite et les jeunes gens avaient la possibilité, pour ne pas entraver leurs carrières civiles, de se faire remplacer au service moyennant versement d’une somme assez importante. Il existait des assurances dites militaires et les agences de remplacement faisant de la publicité dans les journaux. Jean-Baptiste-Alexandre avait ainsi versé 1 800 francs à la majorité de son fils. Jean-Baptiste mourra dans sa maison de la rampe Sainte-Marie, le 21 février 1895 d’une broncho-pneumonie.
Il disait à ses enfants : « Il ne faut pas une grosse somme de jouissance pour me rendre heureux. Un bon livre, une belle gravure, une vieille potiche bien émaillée, en voilà, avec l’amour de mes enfants, plus qu’il n’en faut pour me satisfaire ». Il était collectionneur passionné de faïences et de bois sculptés.

## Biographie

### Jeunesse

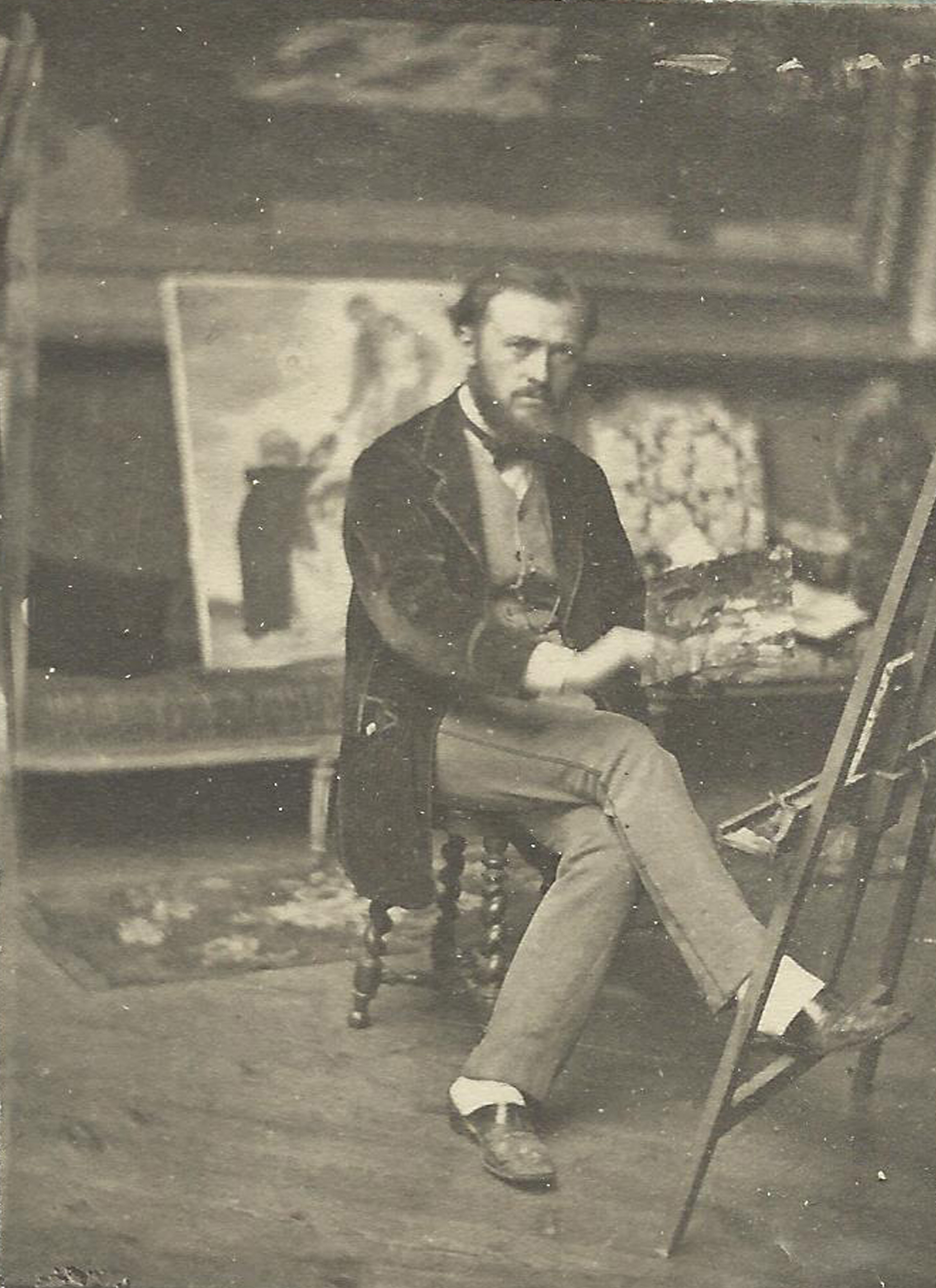
Gabriel Martin jeune dans son atelier.

Comme son père, Gabriel fera, en compagnie de son frère Auguste, ses études au château de Mesnières. Auguste obtiendra son baccalauréat en 1864 et deviendra clerc de notaire à Rouen. En 1870, il achètera grâce à l’aide financière de son père une charge de commissaire-priseur.
Gabriel, lui, à seize ans, au grand désespoir de ses parents, s’arrêtera en troisième pour s’inscrire à la même époque à l’École municipale de peinture et de dessin de Rouen. Il y fera avec succès des études plus appropriées à son goût. À l’époque, cette école est dirigée par le conservateur du musée, Gustave Morin (1809-1886), lui-même peintre reconnu, spécialiste des scènes de genre et d’histoire. À 18 ans, Gabriel se fera déjà remarquer lors de la distribution générale des prix à l’Hôtel de Ville. Il est cité quatre fois et obtient une médaille d’or du Sénateur-Préfet de Seine-Inférieure. La Ville de Rouen lui vote une bourse de 1 200 F par an, reconductible, pour parfaire pendant cinq ans sa technique.

### Nouvelle étape: Paris
Gabriel Martin débarque à Paris en 1863 et rejoint la cohorte des 650 élèves d’Alexandre Cabanel (1823-1889) à l’École nationale supérieure des beaux-arts de Paris. Gabriel loge chez sa mère 52 rue Madame. Séparée de son mari, après la mort de leur fils Joseph, Justine Martin a décidé de s’éloigner de Rouen. Ainsi Gabriel est-il tout près de son école.
Le professeur Cabanel est l’un des plus grands peintres académiques du Second Empire. Il incite Gabriel à participer à l’exposition annuelle officielle des artistes vivants au Palais des Champs-Élysées et à la très renommée exposition municipale bisannuelle des Beaux Arts de Rouen qui dure un mois et demi. Entre 1868 et 1893, il exposera 24 de ses œuvres, peintures, dessins et aquarelles. Il sera complimenté pour ses portraits notamment ceux de ses deux grands-parents Martin et pour ses rues de Rouen.

### Les Énervés de Jumièges: œuvres majeures

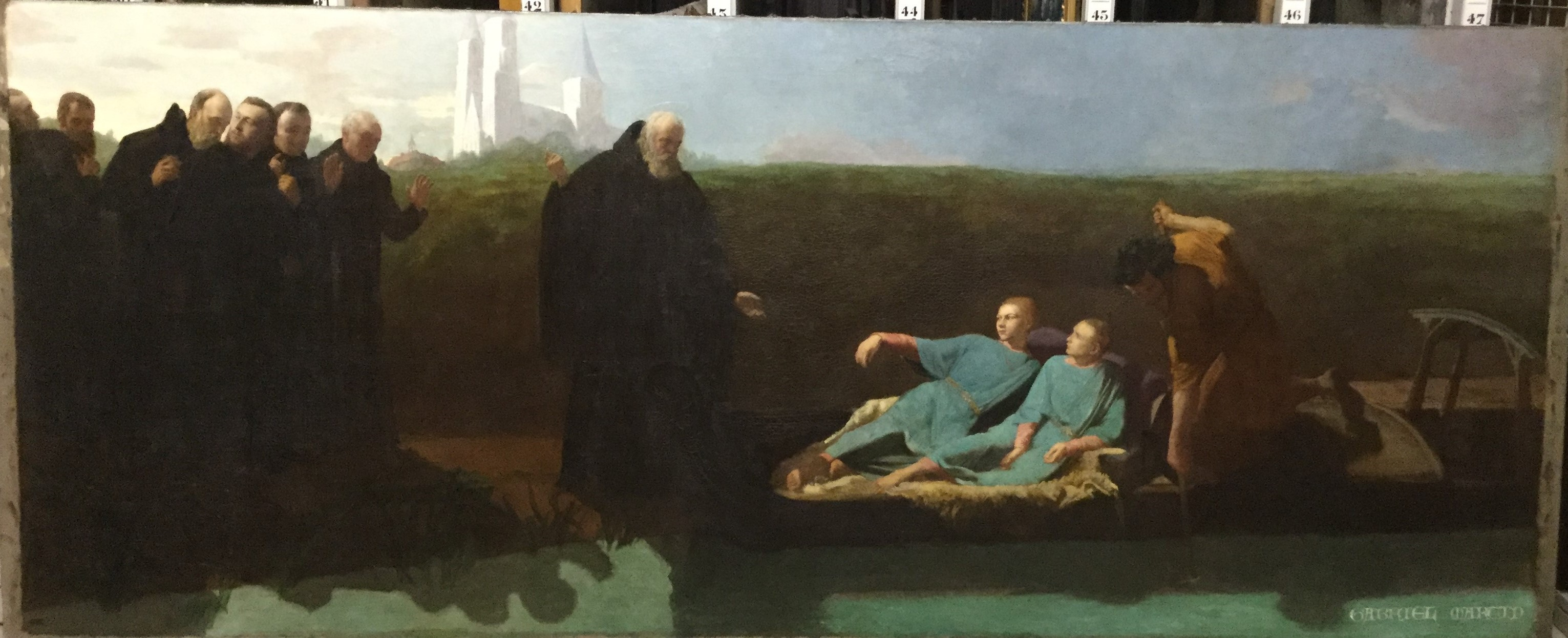
Les Énervés de Jumièges, avant 1869, huile sur toile, 330 x 130 cm. Musée des Beaux-Arts de Rouen.

En 1869, il obtient une médaille de bronze au Salon du Havre et le prix Bouctot de l’Académie des sciences, belles-lettres et arts de Rouen (500 F) pour ses Énervés de Jumièges, œuvre romantique diversement reçue par la critique.
Fin des années 1880, le Nantais Évariste-Vital Luminais (1821-1896) habitué du salon de Rouen avec ses Gaulois, son sujet préféré, exposera à son tour un tableau sur le même thème légendaire des Énervés qui sera acheté par l’État à la mort du peintre. Ce tableau est présenté dans une des salles du musée des beaux-arts de Rouen. Celui de Gabriel Martin, exposé à Paris en 1869 et donné par la suite, par lui-même, à la ville de Rouen, n’a pas eu le même succès. Il est stocké dans les réserves du musée depuis 2009 après avoir été accroché pendant plusieurs années à l’hôtel des Sociétés savantes, rue Beauvoisine à Rouen. Le 29 mai 1911, Gabriel Martin écrivait : « Je serais heureux à la fin de ma carrière d’offrir à ma ville natale ce tableau primé ». Naturellement, il se souvenait que sa bonne ville qu’il chérissait lui avait octroyé une pension conséquente pour qu’il suive des études artistiques à Paris.
L’autre passion de l’artiste-peintre fut la photographie. Il ne manquait jamais de faire pendant ses villégiatures sur les plages de la côte, à Villerville, Fécamp, Veules ou Dieppe quelques tableaux de paysages dont il s’était fait une spécialité et de nombreuses photographies qu’il développait lui-même.
Gabriel Martin est mort dans sa maison de la rampe Sainte-Marie en 1922. Il est inhumé au cimetière monumental de Rouen. Gabriel eut deux fils : Alexandre (1881-1929) et Jean (1882-1957). Élèves de l’Institution Join-Lambert de Rouen, le premier se consacra à l’agriculture à Saint-Georges-sur-Fontaine, le second devint officier de la Marine nationale. Ce sont eux qui ont été destinataires de la plupart des tableaux de leur père, principalement dispersés au sein de la famille Martin et toujours en recensement.
Gabriel Martin a fréquenté les mêmes salons que Monet, Camille Pissarro, Boudin, Corot, Sisley mais aussi Pierre-Charles Angrand ou Charles Frechon, deux autres élèves de Gustave Morin à l’École municipale de Rouen mais il n’a pas connu la même gloire.

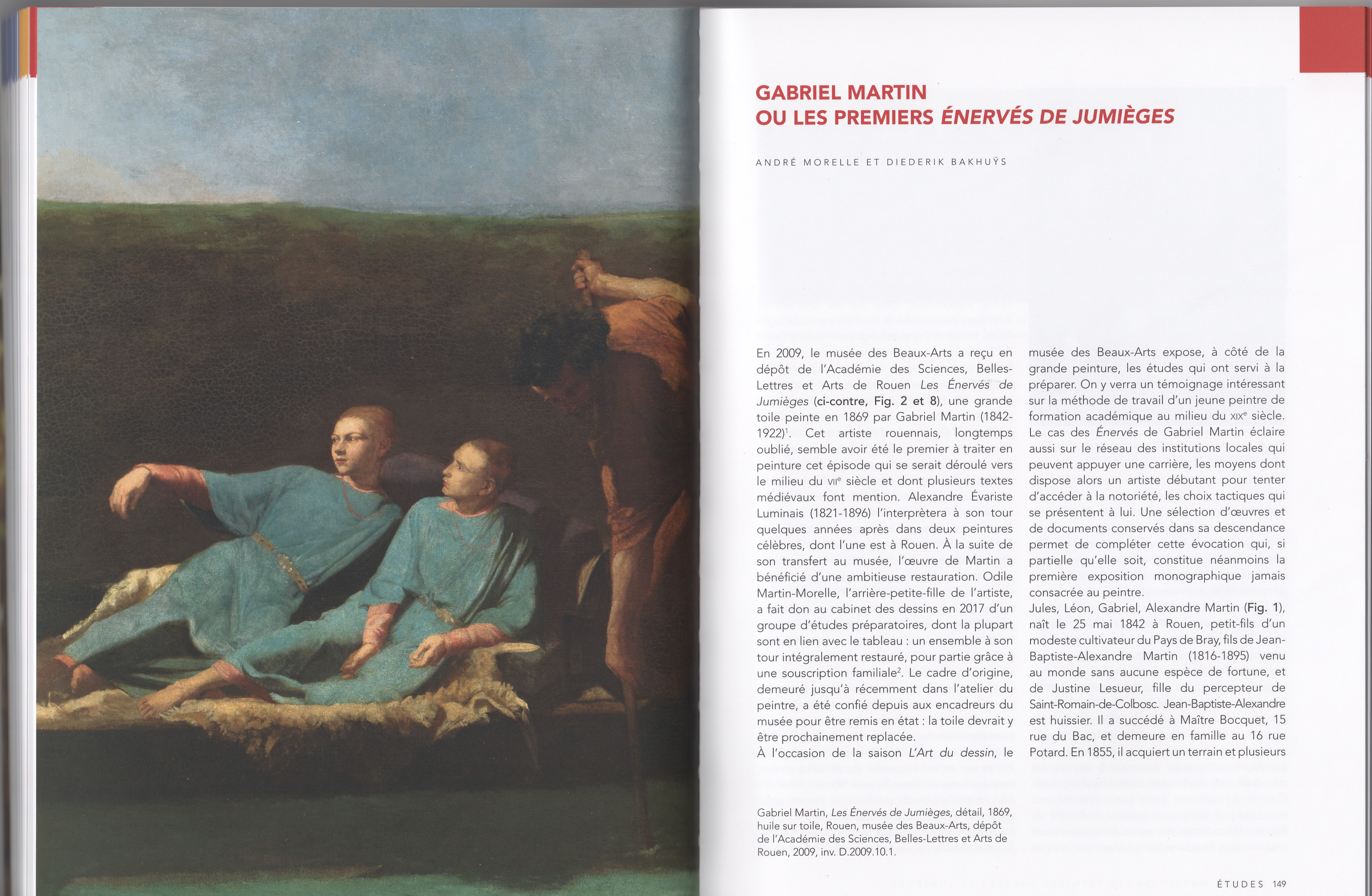
Le Temps des Collections/Réunion des Musées Métropolitains Normandie/VIIe édition/Étude Gabriel Martin

En 2018, Gabriel sera cependant mis à l'honneur au musée des Beaux-arts de Rouen, qui, avec la complicité de ses descendants, organisera autour de la restauration de son tableau des Énervés et de ses dessins préparatoires, l'évènement permettant de nouveau aux visiteurs de pouvoir contempler un panel de certaines peintures, aquarelles et photographies de l'artiste, jusque là conservées dans des collections particulières.
Une étude très détaillée de Diederik Bakhuÿs, conservateur du musée, a paru dans le volume Le Temps des Collections et permettra de prolonger le souvenir de cet artiste discret.

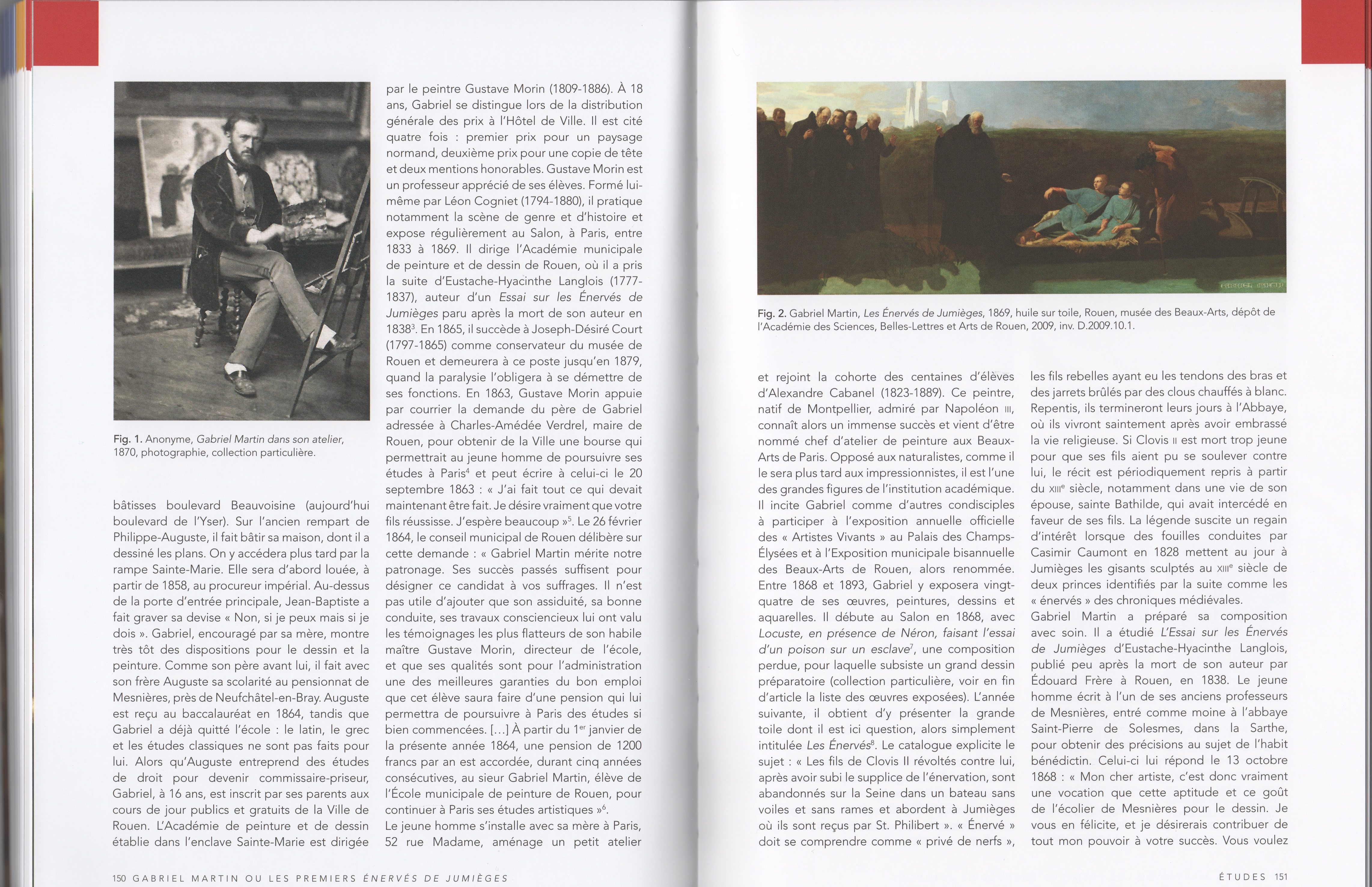
Le Temps des Collections/Réunion des Musées Métropolitains Normandie/VIIe édition/Étude Gabriel Martin

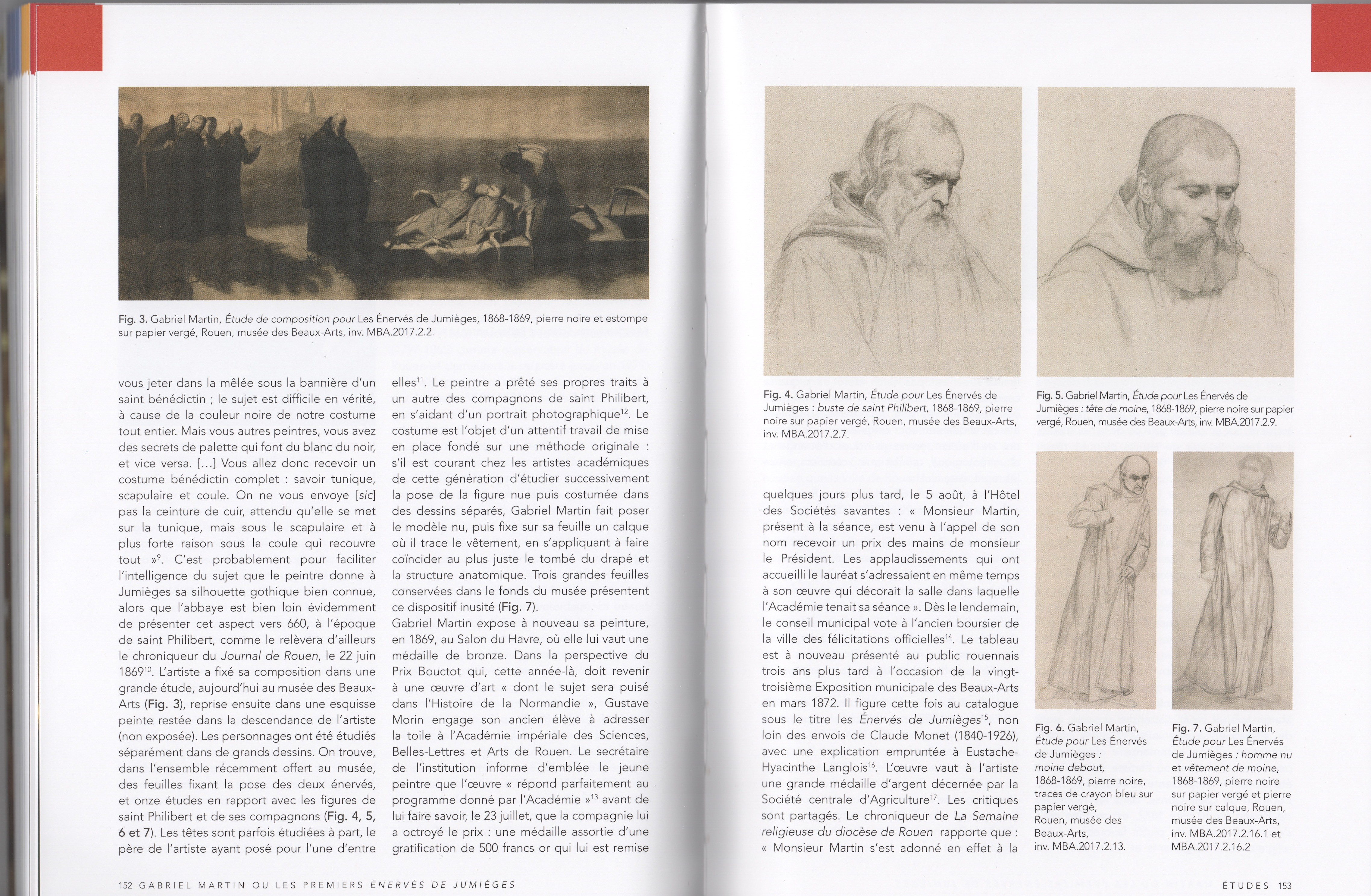
Le Temps des Collections/Réunion des Musées Métropolitains Normandie/VIIe édition/Étude Gabriel Martin

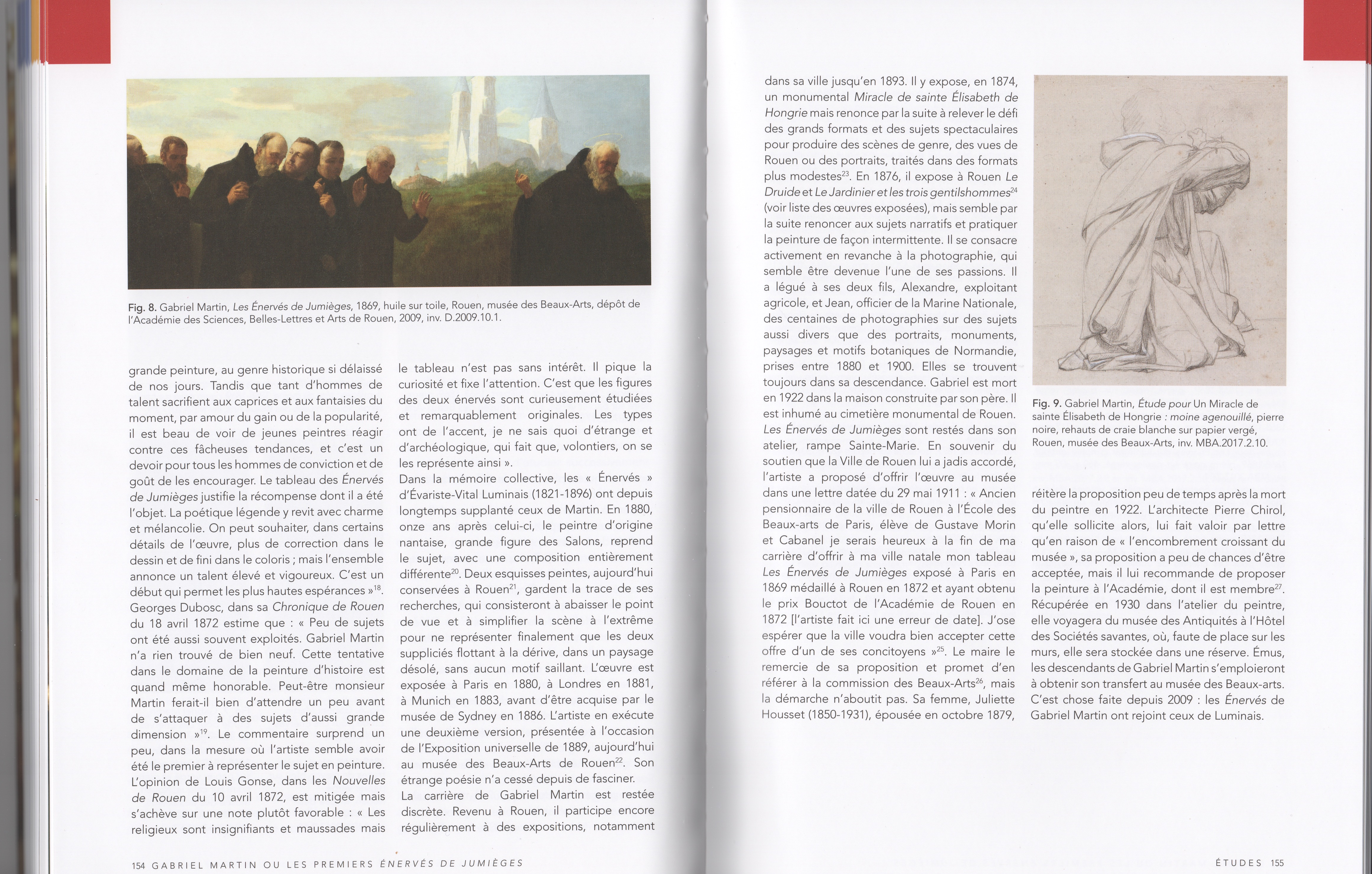
Le Temps des Collections/Réunion des Musées Métropolitains Normandie/VIIe édition/Étude Gabriel Martin

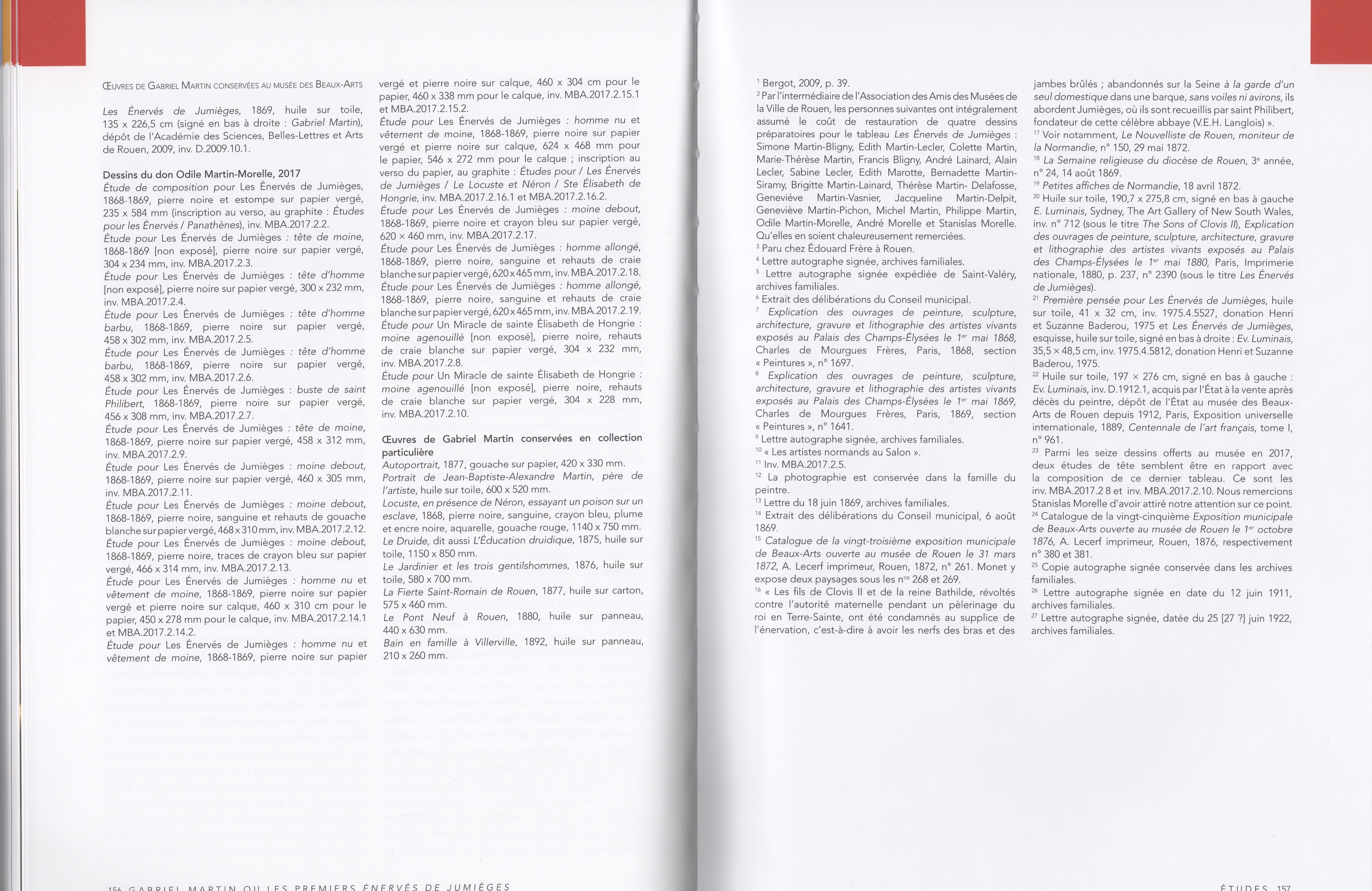
Le Temps des Collections/Réunion des Musées Métropolitains Normandie/VIIe édition/Étude Gabriel Martin

## Œuvre (liste non exhaustive)
| Nom de l’œuvre                                                                       | Année ou Non Daté | Médium                                                       | Dimensions (h×L/cm) avec ou (sans) cadre | Localisation                      | Photographie |
| ------------------------------------------------------------------------------------ | ----------------- | ------------------------------------------------------------ | ---------------------------------------- | --------------------------------- | ------------ |
| Procession du St-Sacrement à St-Ouen, Rouen                                          | ND                | Huile                                                        | 46×70                                    | Collection particulière GV        |              |
| Vieux mendiant à St-Ouen, Rouen                                                      | ND                | Huile sur toile                                              | 47×39 (35×26,5)                          | Collection particulière GV        |              |
| Le Pont-Neuf, l'ancien pont suspendu. Rouen.                                         | 1880              | Huile sur panneau                                            | 44×63                                    | Collection particulière BL        |              |
| Autoportrait de Gabriel Martin                                                       | 1877              | Gouache sur papier                                           | 42×33                                    | Collection particulière OM        |              |
| La Fierté de Rouen                                                                   | 1877              | Huile                                                        | 57,5×46                                  | Collection particulière M-TM      |              |
| Ferme normande à St-Léger des bois. (celle des grands parents de l'artiste)          | ND                | Huile sur toile                                              | 51×42                                    | Collection particulière M-TM      |              |
| Profil Jean-Baptiste Martin                                                          | 1872              | Huile                                                        | 60×52                                    | Collection particulière OM        |              |
| Bouquet d'Iris                                                                       | 1886              | Huile                                                        | 80×35                                    | Collection particulière NG        |              |
| Bouquet au plumeau                                                                   | 1886              | Huile                                                        | 80×35                                    | Collection particulière NG        |              |
| Éducation druidique                                                                  | 1876              | Huile sur toile                                              | 115×85                                   | Collection particulière OM        |              |
| Locuste essayant un poison sur un esclave devant Néron                               | 1868              | Dessin d'étude rehaussé                                      | 114×75                                   | Collection particulière OM        |              |
| Maison du peintre, rampe Ste-Marie, Rouen                                            | ND                | Huile sur toile                                              | 59×112                                   | Collection particulière FB        |              |
| Étude ou repro Maison du peintre                                                     | ND                | Mine sur calque                                              | 30×60 (partie gauche)                    | Collection particulière OM        |              |
| Étude ou repro Maison du peintre                                                     | ND                | Mine sur calque                                              | 30×60 (partie droite)                    | Collection particulière OM        |              |
| Bain à Villerville                                                                   | 1890              | Huile sur toile                                              | 21×26                                    | Collection particulière FB        |              |
| Portrait d'Alexandre enfant                                                          | 1889              | Huile                                                        | 30×25                                    | Collection particulière FB        |              |
| Le jardinier et les trois gentilshommes                                              | 1876              | Huile sur toile                                              | 58×70                                    | Collection particulière TD        |              |
| Portrait de Madame Gabriel Martin                                                    | 1880              | Huile sur toile                                              |                                          | Collection particulière SL        |              |
| Portrait de Jean Martin enfant                                                       | 1892(vers)        | Huile sur toile                                              | 47×40                                    | Collection particulière BL        |              |
| Portrait de Jean-Baptiste Martin, de face                                            | ND                | Huile                                                        | 56,5×46,5                                | Collection particulière BL        |              |
| En visite à la Cathédrale, Rouen                                                     | ND                | Huile sur toile                                              |                                          | Collection particulière GP        |              |
| Retour de pêche, plage de Villerville. Calvados                                      | ND                | Huile sur toile                                              | 35×36                                    | Collection particulière BL        |              |
| Logis des Caradas, Rouen                                                             | ND                | Huile                                                        | 44×29                                    | Collection particulière OM        |              |
| Étude préalable au tableau des Enervés de Jumièges                                   | 1869 (avt)        | mine et fusain rehaussé de blanc sur papier crème            | format Cavalier                          | Collection musée des B-A de Rouen |              |
| Les Enervés de Jumièges                                                              | 1869 (avt)        | Huile sur toile                                              | 130×330 (sans cadre)                     | Musée des B-A. de Rouen           |              |
| Tour couronnée St-Ouen, Rouen                                                        | ND                | Dessin techniques mixtes sur papier                          | 41,5×21                                  | Collection particulière BL        |              |
| Portrait en pied de son père J-B. Martin (accrocs)                                   | ND                | Huile sur toile                                              | 140×82 (sans cadre)                      | Collection particulière OM        |              |
| Sortie de la procession de l'Abbaye Saint-Ouen de Rouen, bedeau en tête.             | ND                | huile sur toile                                              |                                          | Collection particulière           |              |
| Retour de pêche, déchargement d'un bateau, esquisse.                                 | 1853/01/22        | Dessin d'étude                                               | 32×48,5                                  | Collection particulière BL        |              |
| Maison forestière (mention à droite Marie Rollet)                                    | 1857/12           | Dessin d'étude                                               | 32×44                                    | Collection particulière BL        |              |
| Maison à colombages                                                                  | ND                | Dessin mine de plomb sur papier                              | 27×35,5                                  | Collection particulière BL        |              |
| Étude moine à genoux pour le tableau des Énervés de Jumièges                         | 1869 (avt)        | mine de plomb et réhauts de blanc sur papier crème           | format1/4Cavalier                        | Collection musée des B-A de Rouen |              |
| Étude buste Saint Philibert (Trous insectes) pour le tableau des Énervés de Jumièges | 1869 (avt)        | mine et fusain sur papier rosé                               | format1/2Cavalier                        | Collection musée des B-A de Rouen |              |
| Étude Saint Philibert pour le tableau des Énervés de Jumièges                        | 1869 (avt)        | fusain, sanguine et réhauts de blanc sur papier chiffon rosé | format1/2Cavalier                        | Collection musée des B-A de Rouen |              |
| Étude fils no 1 pour le tableau des Énervés de Jumièges                              | 1869 (avt)        | mine et sanguine rehaussé de blanc sur papier chiffon rosé   | formatCavalier                           | Collection musée des B-A de Rouen |              |
| Étude fils no 2 pour le tableau des Énervés de Jumièges                              | 1869 (avt)        | mine et sanguine rehaussé de blanc sur papier chiffon rosé   | formatCavalier                           | Collection musée des B-A de Rouen |              |
| Étude buste moine no 2 (Trous insectes) pour le tableau des Énervés de Jumièges      | 1869 (avt)        | mine et fusain sur papier crème                              | format1/2Cavalier                        | Collection musée des B-A de Rouen |              |
| Étude buste moine no 3 pour le tableau des Énervés de Jumièges                       | 1869 (avt)        | mine de plomb sur papier crème                               | format1/4Cavalier                        | Collection musée des B-A de Rouen |              |
| Étude buste moine no 1 pour le tableau des Énervés de Jumièges                       | 1869 (avt)        | mine et fusain sur papier crème                              | format1/2Cavalier                        | Collection musée des B-A de Rouen |              |
| Étude buste moine no 4 pour le tableau des Énervés de Jumièges                       | 1869 (avt)        | mine et fusain sur papier crème                              | format1/2Cavalier                        | Collection musée des B-A de Rouen |              |
| Étude moine bras droit plié pour le tableau des Énervés de Jumièges                  | 1869 (avt)        | mine et fusain sur papier chiffon rosé                       | format1/2Cavalier                        | Collection musée des B-A de Rouen |              |
| Étude moine bras droit plié pour tableau des Enervés de Jumièges                     | 1869 (avt)        | mine et fusain sur calque                                    | format1/2Cavalier                        | Collection musée des B-A de Rouen |              |
| Étude moine bras droit plié + calque                                                 | 1869 (avt)        | mine et fusain sur calque et papier chiffon rosé             | format1/2Cavalier                        | Collection musée des B-A de Rouen |              |
| Étude moine bras gauche plié pour tableau des Énervés de Jumièges                    | 1869 (avt)        | mine de plomb sur papier chiffon rosé                        | formatCavalier                           | Collection musée des B-A de Rouen |              |
| Étude moine bras gauche plié sur calque & papier chiffon rosé                        | 1869 (avt)        | mine de plomb sur calque & papier chiffon rosé               | formatCavalier                           | Collection musée des B-A de Rouen |              |
| Étude moine mains jointes sur calque et papier chiffon rosé                          | 1869 (avt)        | mine et fusain sur calque et papier chiffon rosé             | format1/2Cavalier                        | Collection musée des B-A de Rouen |              |
| Étude de buste de moine no 5 pour le tableau des Énervés de Jumièges                 | 1869 (avt)        | mine de plomb sur papier crème                               | format1/4Cavalier                        | Collection musée des B-A de Rouen |              |
| Étude de moine aux mains levées pour le tableau des Énervés de Jumièges              | 1869 (avt)        | fusain sur papier chiffon rosé                               | format1/2Cavalier                        | Collection musée des B-A de Rouen |              |
| Étude de moine sentencieux pour le tableau des Énervés de Jumièges                   | 1869 (avt)        | Crayon bleu inactinique et fusain sur papier chiffon rosé    | format1/2Cavalier                        | Collection musée des B-A de Rouen |              |
| La Sainte Face                                                                       | 1874              |                                                              |                                          | Église de Fraize (88)             |              |
| Assemblage de vignettes légendées. Études de personnages historiques.                | ND                | Mine sur papier.Points de colle                              | 47×63 (hors cadre)                       | Collection particulière OM        |              |

## Dessins et photographies

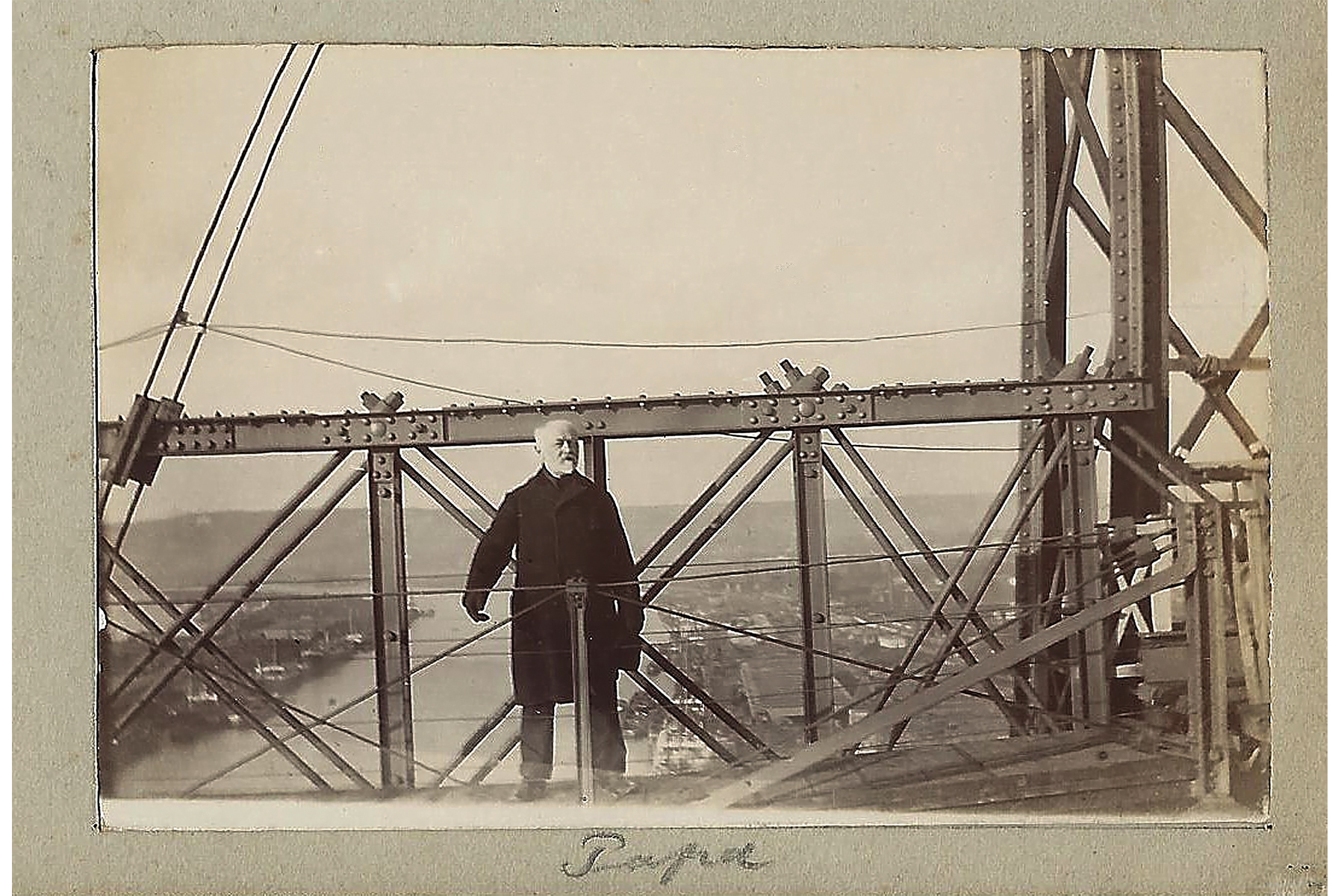
Gabriel Martin sur le pont transbordeur de Rouen
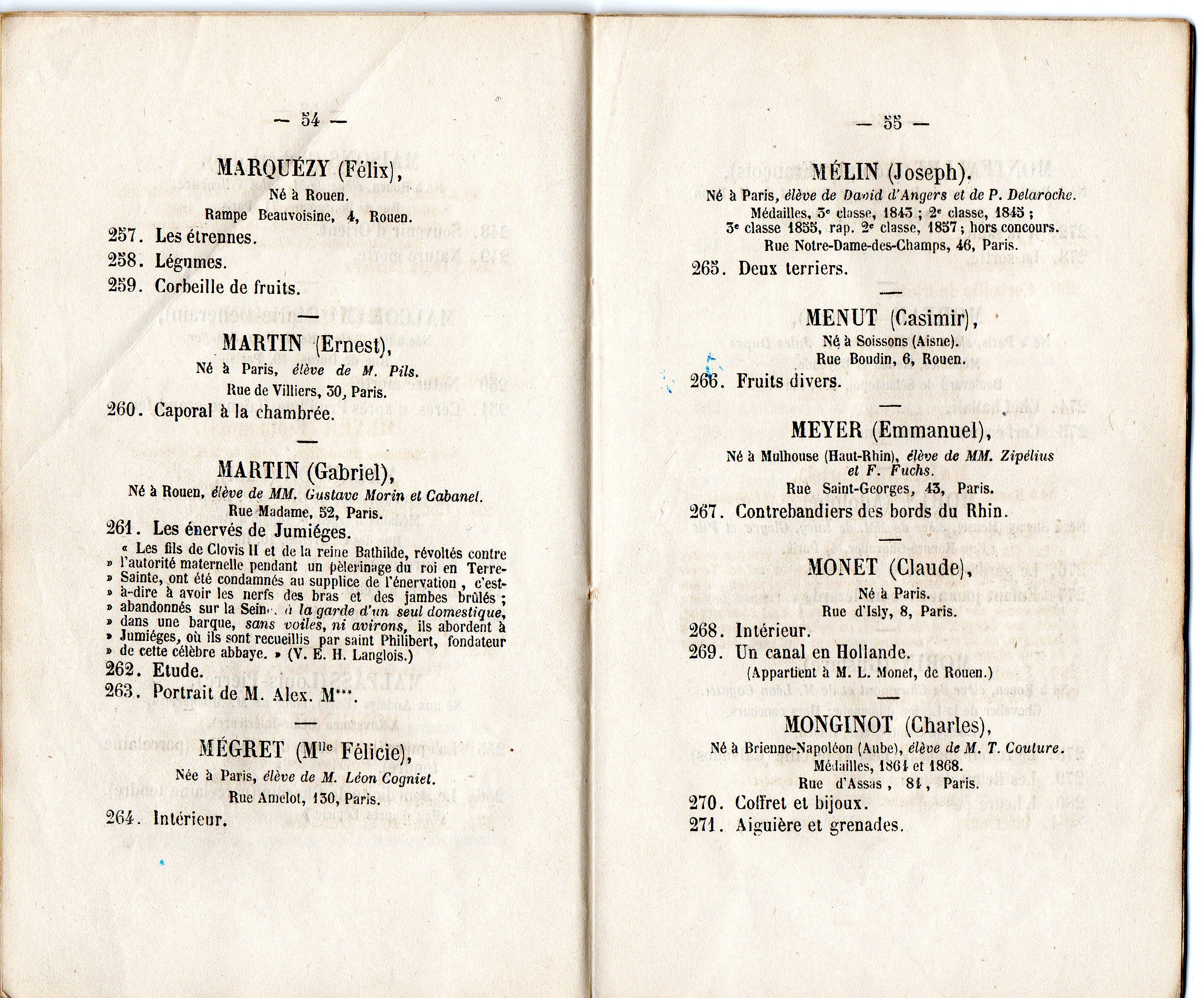
Catalogue Exposition Beaux-Arts de Rouen 1872
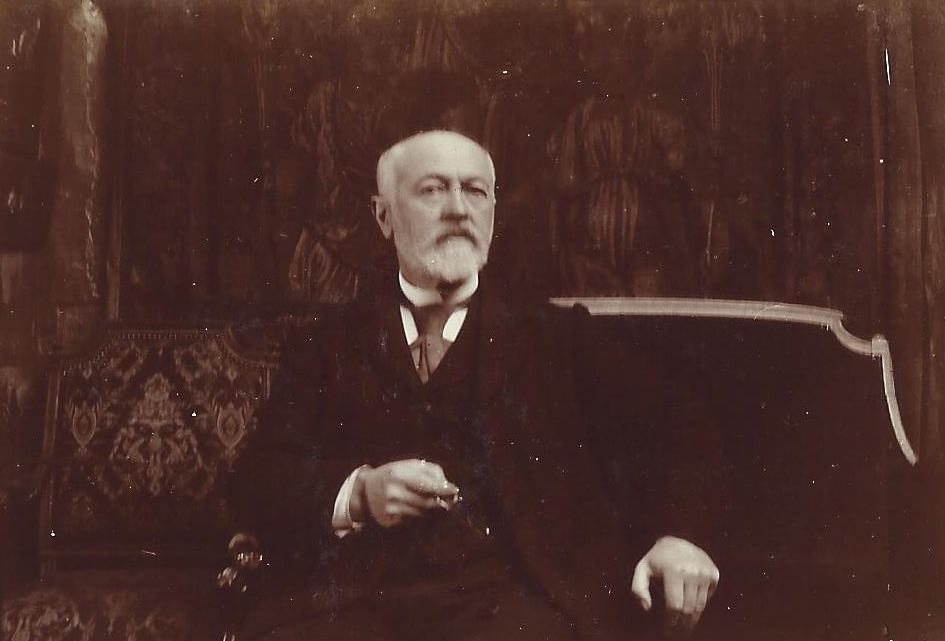
Gabriel Martin en 1899
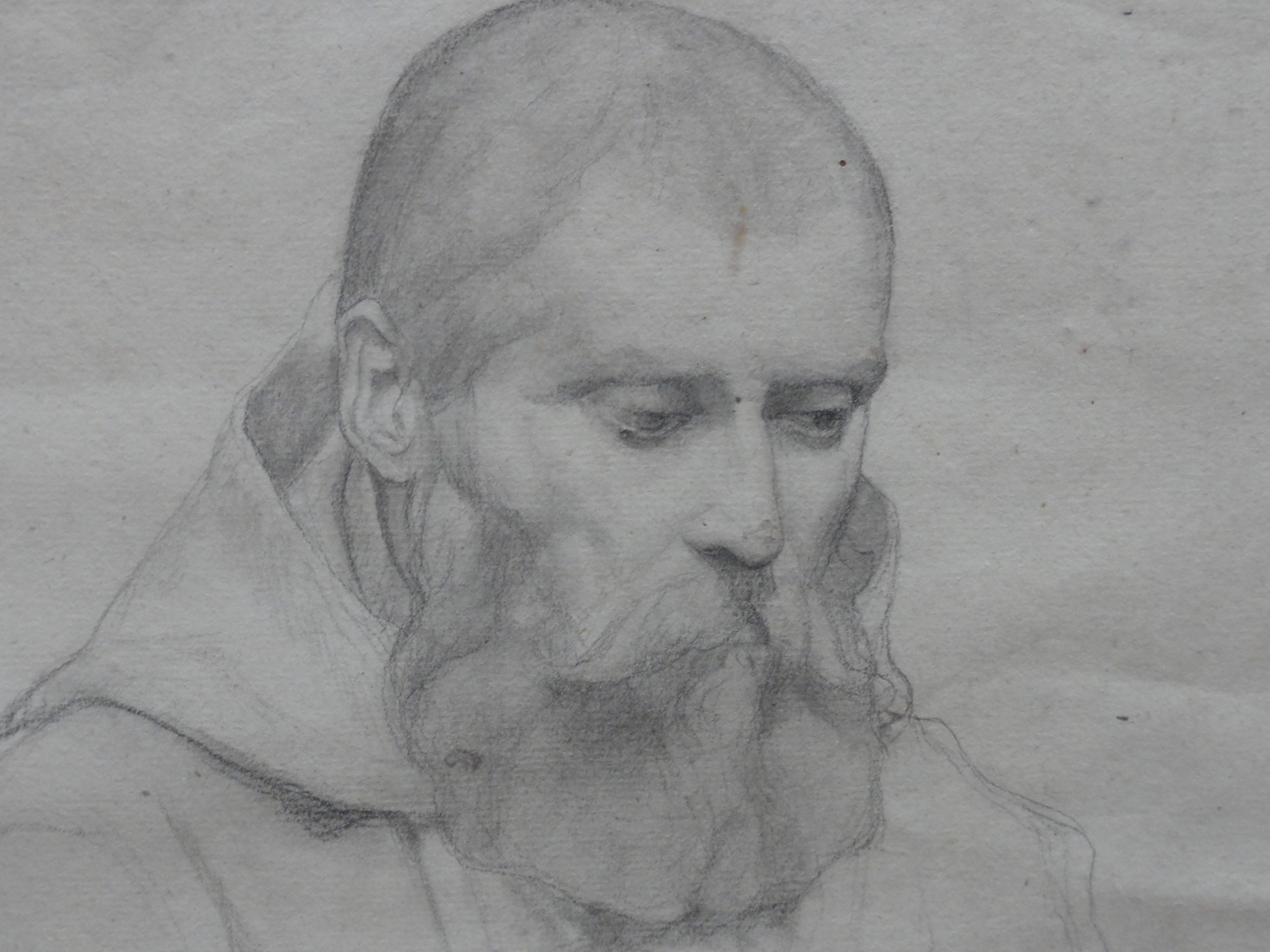
Étude au crayon d'un moine pour les Énervés
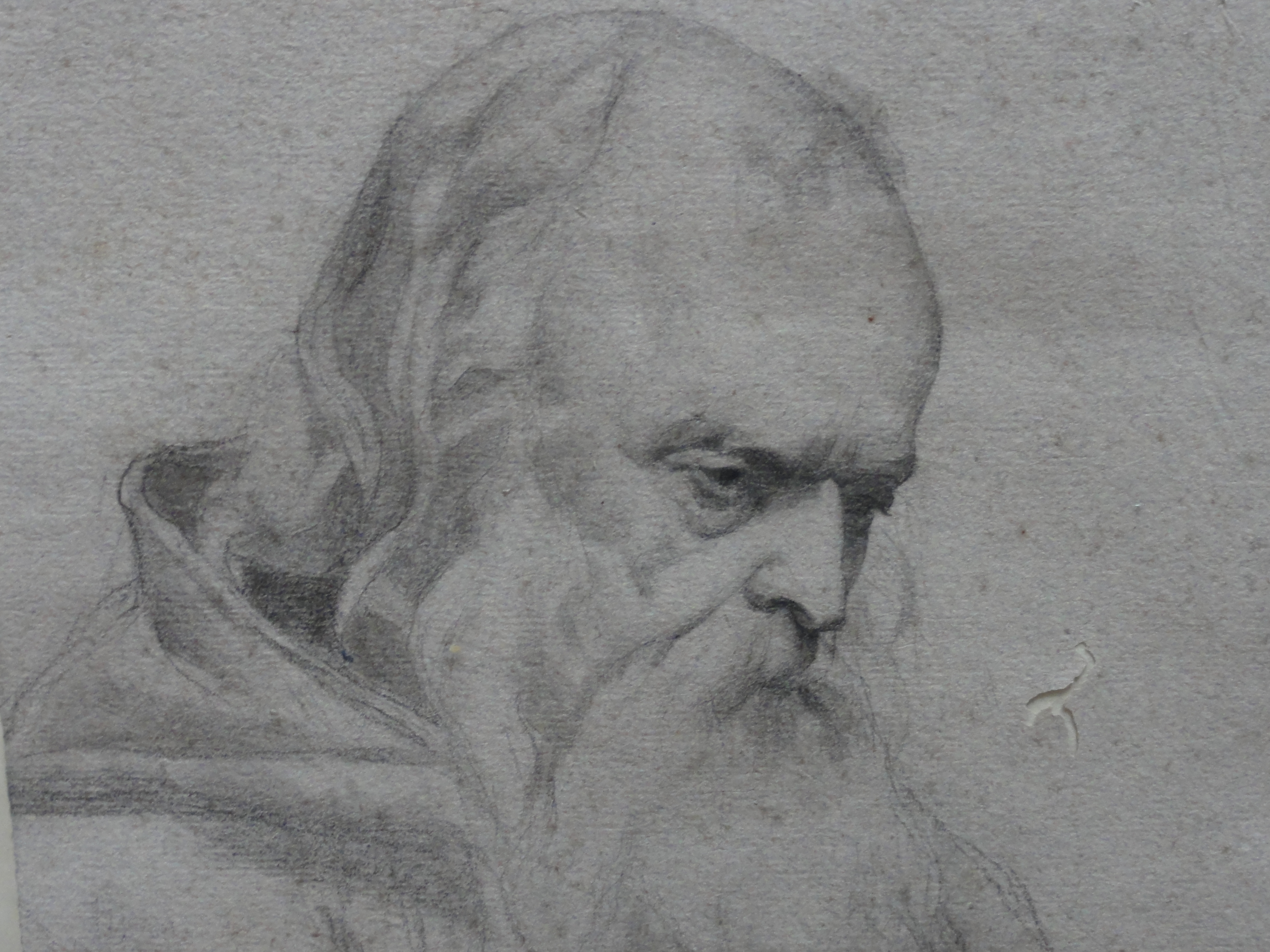
Étude au crayon d'un second moine pour les Énervés
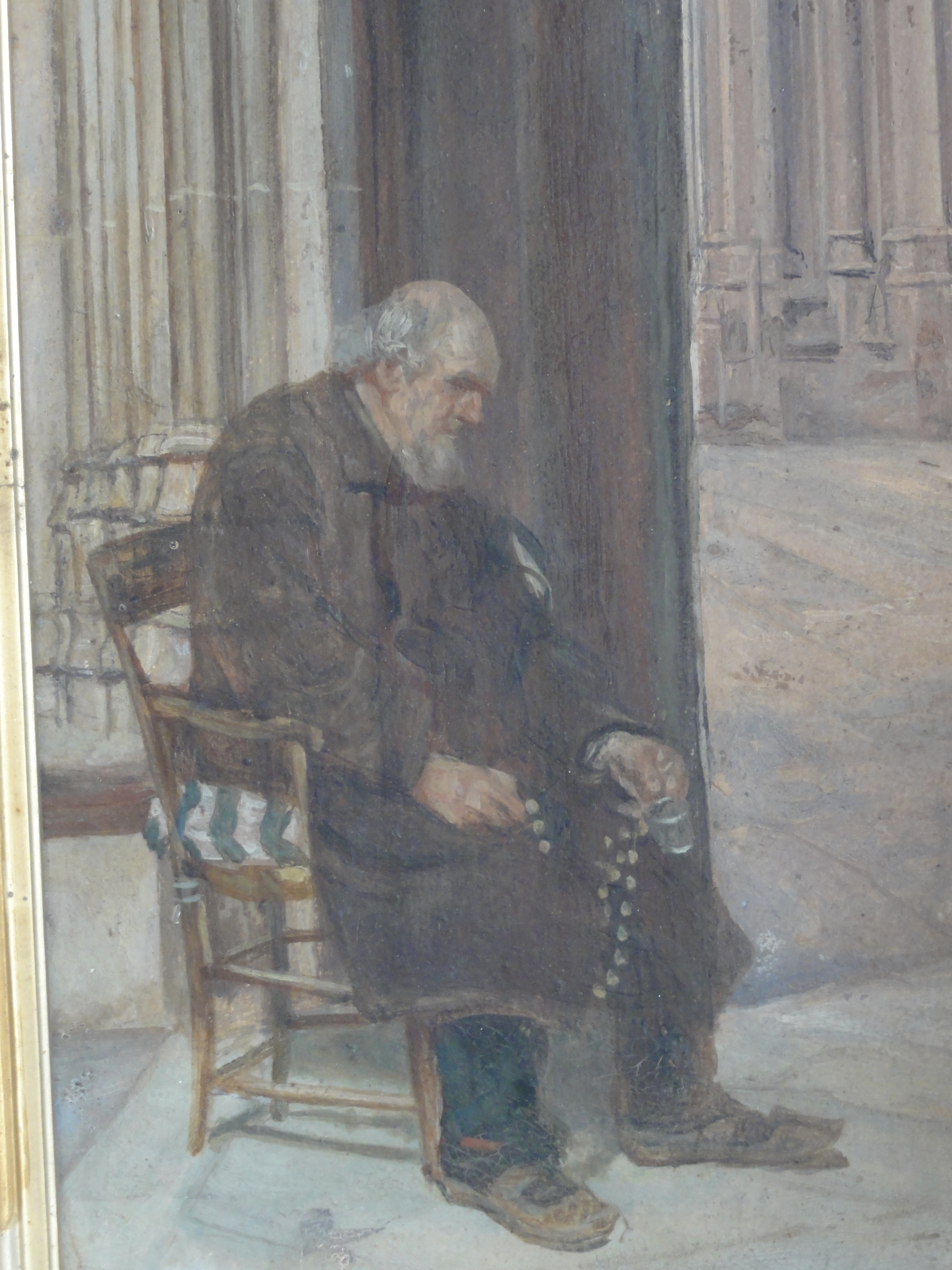
Vieil homme en prière à l'Abbaye Saint-Ouen de Rouen
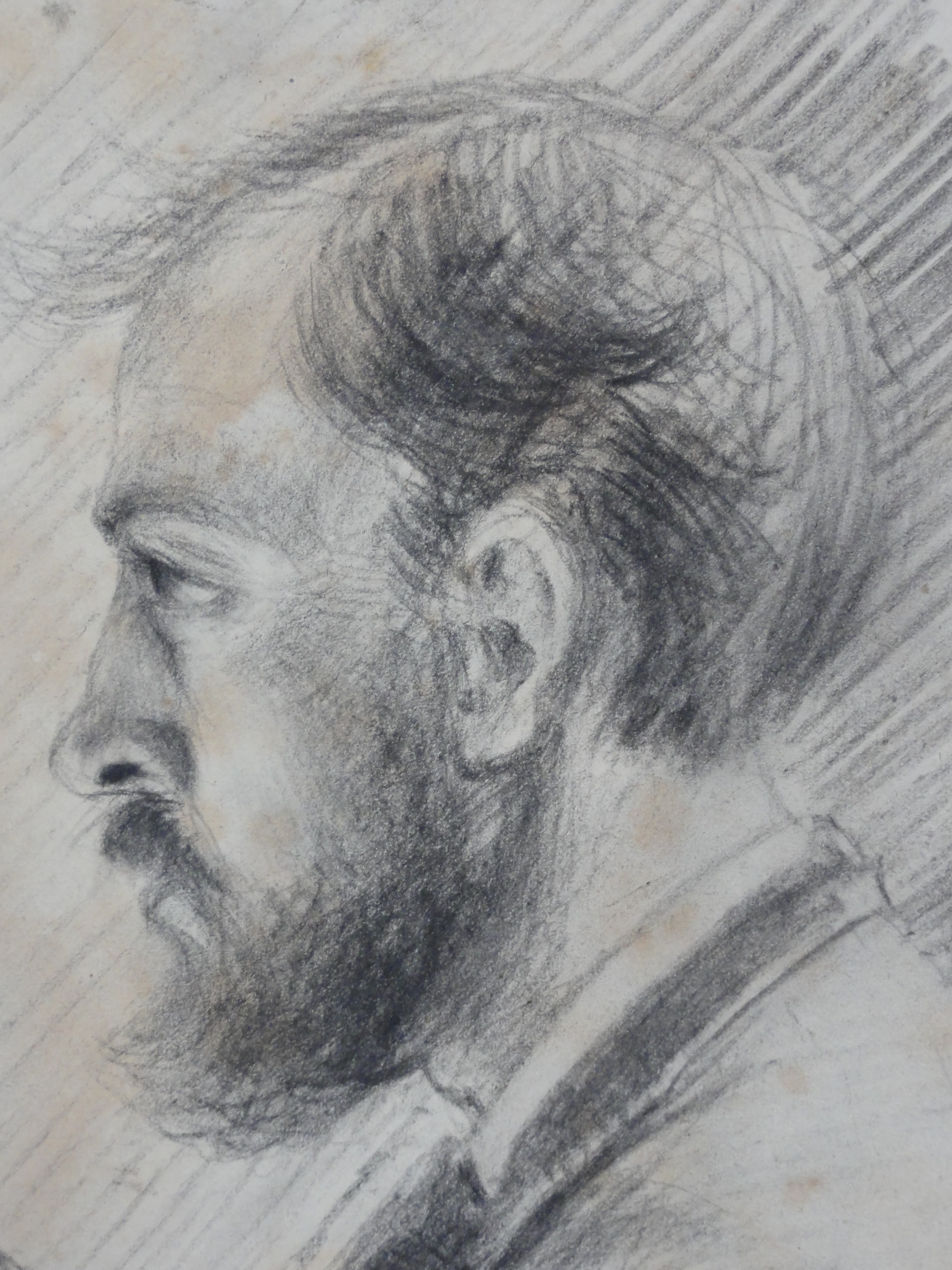
Autoportrait de profil au crayon
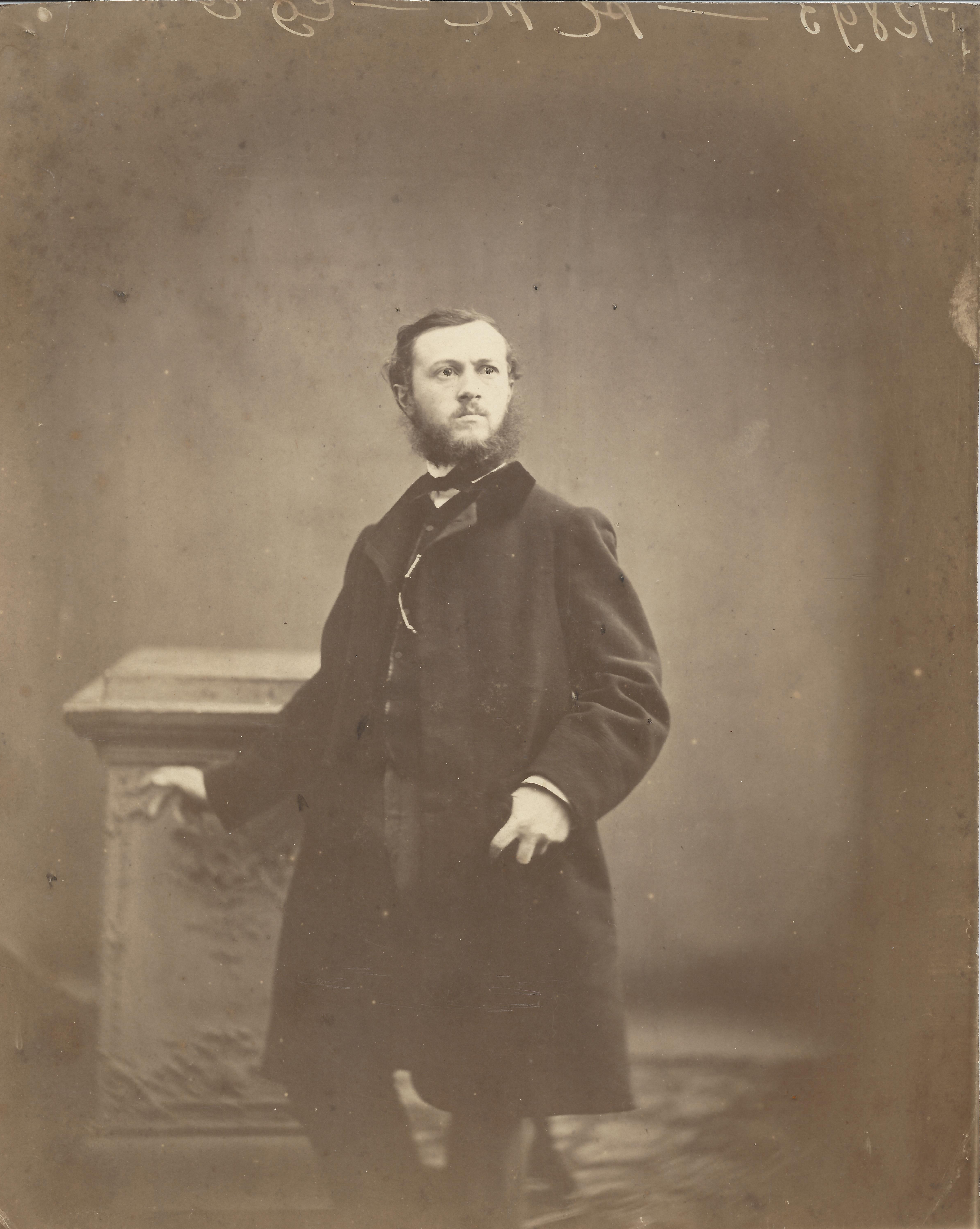
Gabriel Martin en redingote